# Gavin Bellis
Gavin Bellis (nascido em 11 de novembro de 1973) é um remador paralímpico australiano. Foi campeão mundial em 2013, 2014 e 2015 e participou de duas paralimpíadas representando a Austrália — Londres, em 2012, e no Rio de Janeiro, em 2016. Venceu em 2014 o prêmio Atleta Masculino do Ano do Rowing Australia.

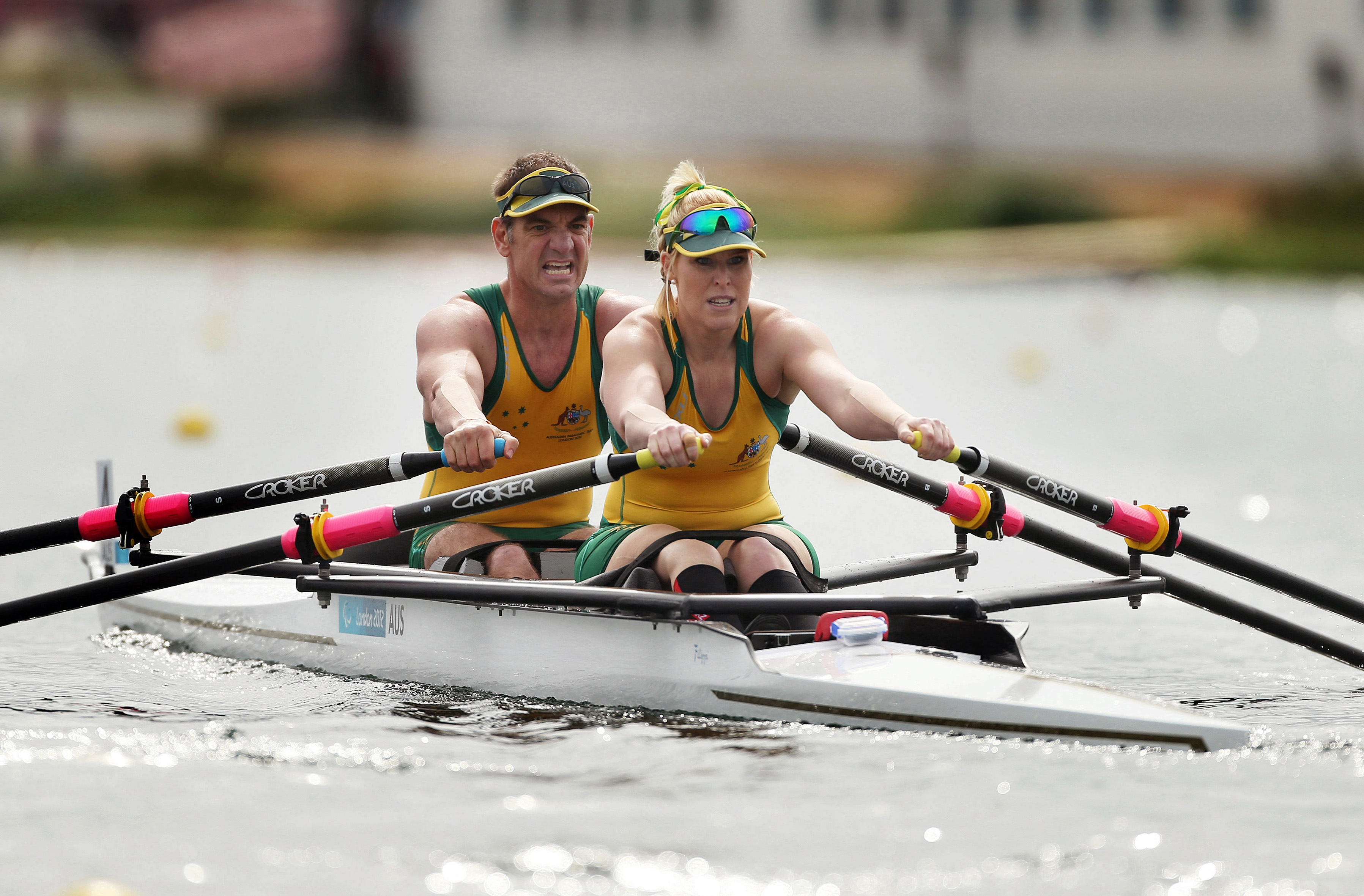
Bellis e Kathryn Ross competindo na Paralimpíada de Londres, em 2012.